# Шумка (приток Павловки)
Шумка — река в России, протекает в Рязанском районе Рязанской области. Правый приток реки Павловки.

## География
Река Шумка берёт начало в районе деревень Романцево, Малое Огарково и Матчино. Течёт на северо-запад. Ниже по течению расположены посёлки Ровное, Дубровка и Дьяконово. У впадения в Павловку на реке образован пруд Нагульный. Устье реки находится в 13 км по правому берегу реки Павловки. Длина реки составляет 14 км.
По данным государственного водного реестра России относится к Окскому бассейновому округу, водохозяйственный участок реки — Ока от города Коломна до города Рязань, речной подбассейн реки — бассейны притоков Оки до впадения Мокши. Речной бассейн реки — Ока.
Система водного объекта: Павловка → Трубеж → Ока → Волга → Каспийское море.

## Данные водного реестра
Код объекта в государственном водном реестре — 09010102012110000024978.